# West Side Story (película de 1961)
West Side Story (también conocida como Amor sin barreras en Hispanoamérica) es una película dramática musical estadounidense de 1961 dirigida por Robert Wise y Jerome Robbins, con un guion de Ernest Lehman, la película es musical del mismo nombre de Broadway de 1957, que a su vez se inspiró en Romeo y Julieta de William Shakespeare. Fue protagonizada por Natalie Wood, Richard Beymer, Rita Moreno, George Chakiris y Russ Tamblyn. La música fue compuesta por Leonard Bernstein, con letra de Stephen Sondheim.
La película se estrenó el 18 de octubre de 1961, a cargo de United Artists. Recibió grandes elogios de la crítica y los espectadores, y se convirtió en la película más taquillera de 1961. Fue candidata a once premios Óscar y ganó 10, incluido el de mejor película, consiguiendo así el récord de victorias para una película musical.
Está considerada como el segundo mejor musical del cine estadounidense por el American Film Institute. En 1997, la película fue considerada «cultural, histórica y estéticamente significativa» por la Biblioteca del Congreso de Estados Unidos y seleccionada para su preservación en el National Film Registry.
Seis décadas después, en el 2021, se estrenó una nueva versión, protagonizada por Ansel Elgort y Rachel Zegler, y dirigida por Steven Spielberg.[cita requerida]

## Argumento
Ciudad de Nueva York, 1957. Dos pandillas de adolescentes compiten por el control del "West Side". Los Jets, un grupo de blancos dirigido por Riff, se pelean con los Sharks, puertorriqueños dirigidos por Bernardo. El teniente Schrank y el oficial Krupke llegan y los separan. Los Jets desafían a los Sharks a una pelea que se llevará a cabo después de un próximo baile.
Riff quiere que su mejor amigo Tony, el cofundador y exmiembro de los Jets, partícipe de la pelea. Riff invita a Tony al baile, pero Tony dice que siente que se avecina algo importante. Riff sugiere que podría pasar en el baile, y Tony finalmente acepta ir. Mientras tanto, la hermana menor de Bernardo, María, le dice a su mejor amiga y novia de Bernardo, Anita, lo emocionada que está por el baile. En el baile, las dos pandillas y sus chicas se niegan a mezclarse. Tony llega; él y María se enamoran instantáneamente, pero Bernardo exige enojado que Tony se mantenga alejado de ella. Riff propone una reunión a medianoche con Bernardo en la farmacia de Doc para establecer las reglas de la pelea.

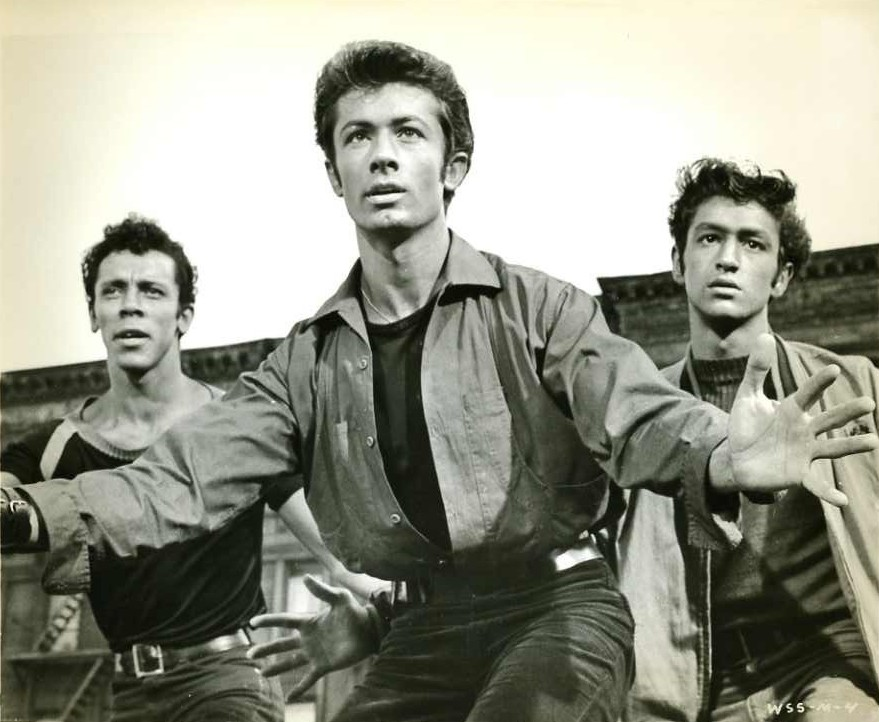
Fotograma de la película con George Chakiris en el centro.

María es enviada a casa; Anita argumenta que Bernardo es sobreprotector con María y comparan las ventajas de Puerto Rico y Estados Unidos. Tony se cuela en la escalera de incendios de María donde reafirman su amor. Krupke, que sospecha que los Jets están planeando algo, les advierte que no causen problemas. Llegan los Sharks y las pandillas acuerdan un enfrentamiento la noche siguiente debajo de la carretera, con una pelea a puñetazos uno contra uno. Cuando llega Schrank, las pandillas fingen amistad. Schrank ordena a los Sharks que salgan y no consigue ninguna información sobre la pelea.
Al día siguiente, en la tienda de novias donde trabajan, Anita le habla accidentalmente a María sobre la pelea. Tony llega a ver a María. Anita, sorprendida, les advierte de las consecuencias si Bernardo se entera de su relación. María le hace prometer a Tony que evitará la pelea. Tony y María fantasean con su boda.
Las pandillas se acercan al área debajo de la carretera. Tony llega para detener la pelea, pero Bernardo se enfrenta a él. Indignado por ver a Tony humillado, Riff inicia una pelea con cuchillos. Tony interviene, lo que lleva a Bernardo a apuñalar y matar a Riff. Tony mata a Bernardo con el cuchillo de Riff y se produce un tumulto. Las sirenas de la policía suenan y todos huyen, dejando atrás los cadáveres. María espera a Tony en la azotea de su edificio de apartamentos; llega su prometido Chino (un compromiso concertado) y le cuenta lo sucedido. Tony llega y le pide perdón a María. Planea entregarse a la policía. María está devastada pero confirma su amor por Tony y le pide que se quede.

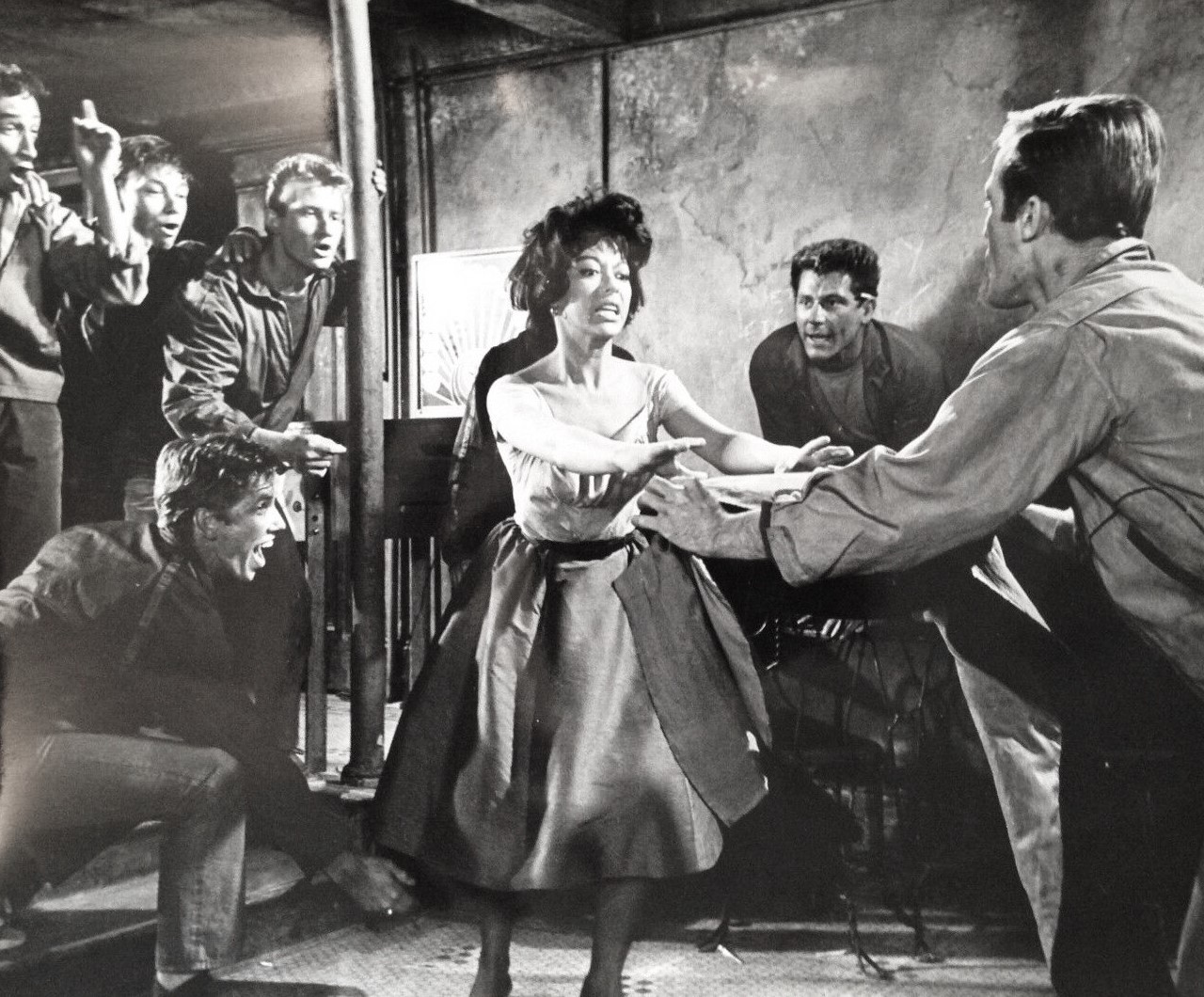
Escena de la película cuando los Jets intentan abusar de Anita (Rita Moreno).

Los Jets y su nuevo líder, Ice, se reúnen frente a un garaje y se enfocan en reaccionar ante la policía. Anybodys les advierte de que Chino persigue a Tony con un arma. Ice envía a los Jets para que avisen a Tony. Una afligida Anita entra al apartamento mientras Tony y María están en el dormitorio. Los amantes quedan en encontrarse en la farmacia de Doc, donde se harán con dinero para fugarse. Anita ve a Tony saliendo por la ventana y reprende a María por su relación con el asesino de Bernardo, pero María la convence de que les ayude a fugarse. Schrank llega y pregunta a María sobre la pelea. María envía a Anita a decirle a Tony que no la espere.
Cuando Anita llega a casa de Doc, los Jets la acosan, e incluso intentan violarla, hasta que Doc interviene. Anita, enojada, miente y dice que Chino ha matado a María. Doc destierra a los Jets, le da a Tony el dinero para que escape y le entrega el mensaje de Anita. Tony, angustiado, corre por las calles y le grita a Chino que lo mate. En el patio de recreo al lado de la farmacia de Doc, Tony ve a María y corren el uno hacia el otro, hasta que Chino dispara a Tony. Las pandillas llegan a punto de ver cómo Tony muere en brazos de María. Para evitar que las pandillas peleen, María le quita el arma a Chino y amenaza con dispararles a todos, culpando a su odio de las muertes. Llegan Schrank, Krupke y Doc, y las pandillas forman una procesión fúnebre, seguida por María. La policía arresta a Chino y se lo lleva.

## Reparto
- Natalie Wood como María, hermana menor de Bernardo y prometida por su familia con Chino, que se enamora de Tony.
- Richard Beymer como Tony, cofundador y antiguo miembro de los Jets y mejor amigo de Riff, que trabaja en la farmacia de Doc y se enamora de María.
- Russ Tamblyn como Riff, líder de los Jets, mejor amigo de Tony.
- Rita Moreno como Anita, la novia de Bernardo y la confidente más cercana de María.
- George Chakiris como Bernardo, líder de los Sharks, hermano mayor de María y novio de Anita.
- Simon Oakland como el Teniente Schrank.
- Ned Glass como Doc, el jefe de Tony.
- William Bramley como el sargento Krupke.

### Jets
- Tucker Smith como Ice, se convierte en líder de los Jets después de la muerte de Riff
- Tony Mordente como Action, un Jet de mal genio
- David Winters como A-Rab, mejor amigo de Baby John
- Eliot Feld como Baby John, miembro más joven de los Jets
- Bert Michaels como el niño de las nieves
- David Bean como Tiger
- Robert Banas como Joyboy
- Anthony 'Scooter' Teague como Big Deal
- Harvey Evans (Harvey Hohnecker) como el portavoz
- Tommy Abbott como Gee-Tar

### Chicas Jets
- Susan Oakes como Anybodys, chica con actitud muy masculina y aspirante a Jet
- Gina Trikonis como Graziella, novia de Riff
- Carole D'Andrea como Velma, novia de Ice

### Sharks
- Jose De Vega como Chino Martin, el mejor amigo de Bernardo y en compromiso concertado con María[4]
- Jay Norman como Pepe, lugarteniente de Bernardo
- Gus Trikonis como Indio, mejor amigo de Pepe
- Eddie Verso como Juano
- Jaime Rogers como Loco
- Larry Roquemore como Rocco
- Robert Thompson como Luis
- Nick Covacevich como Toro
- Rudy Del Campo como Del Campo
- Andre Tayir como Chile

### Chicas Sharks
- Yvonne Wilder como Consuelo, novia de Pepe (en créditos como Yvonne Othon)
- Suzie Kaye como Rosalía, novia de Indio
- Joanne Miya como Francisca, novia de Toro

## Producción

### La obra
La comedia musical West Side Story se estrenó en 1957 en el circuito de Broadway, en Nueva York, y alcanzó un gran éxito. El espectáculo partía de una idea original del coreógrafo Jerome Robbins, desarrollada en estrecha colaboración con el compositor Leonard Bernstein, el guionista Arthur Laurents, el letrista Stephen Sondheim y el escenógrafo Oliver Smith.
El musical fue innovador por los bailes, que forman parte de la acción dramática, por la variada música de Bernstein (ritmos latinos, jazz, canciones de amor de gran belleza melódica...) y por la temática. Una de las canciones más famosas de esta obra es «America», en la que se contraponen las dos visiones de los emigrantes al llegar a Estados Unidos: la ilusión por la libertad, la modernidad y el consumismo, y por otro lado el desengaño ante la marginación racial y la pobreza. La puesta en escena de la canción «America» se sitúa en una terraza donde los miembros de la pandilla puertorriqueña Sharks y sus novias discuten sobre su vida en Estados Unidos.

### Casting
Aunque Robbins presionó para que Carol Lawrence, de 29 años, la primera María, tuviera el mismo papel en la película, después de ver su prueba de pantalla, los productores acordaron que era demasiado mayor para interpretar el papel. Varios miembros del elenco de las producciones de Broadway y West End participaron en la película. Tony Mordente, quien interpretó a A-Rab en el escenario, fue elegido como Action en la película, y George Chakiris , Riff en la producción teatral de Londres, interpretó a Bernardo en la película. Tucker Smith, quien se unió a la producción de Broadway varios meses después de su estreno, interpretó a Diesel, rebautizado como Ice para la película. David Winters, la primera etapa de Baby John, interpretó a A-Rab, Eliot Feld, miembro del conjunto y suplente de Baby John en Broadway, interpretó a Baby John. Jay Norman, Juano en el escenario, apareció como Pepe. Carole D'Andrea como Velma, Tommy Abbott como Gee-Tar y William Bramley como el oficial Krupke repitieon sus papeles del teato en la película.

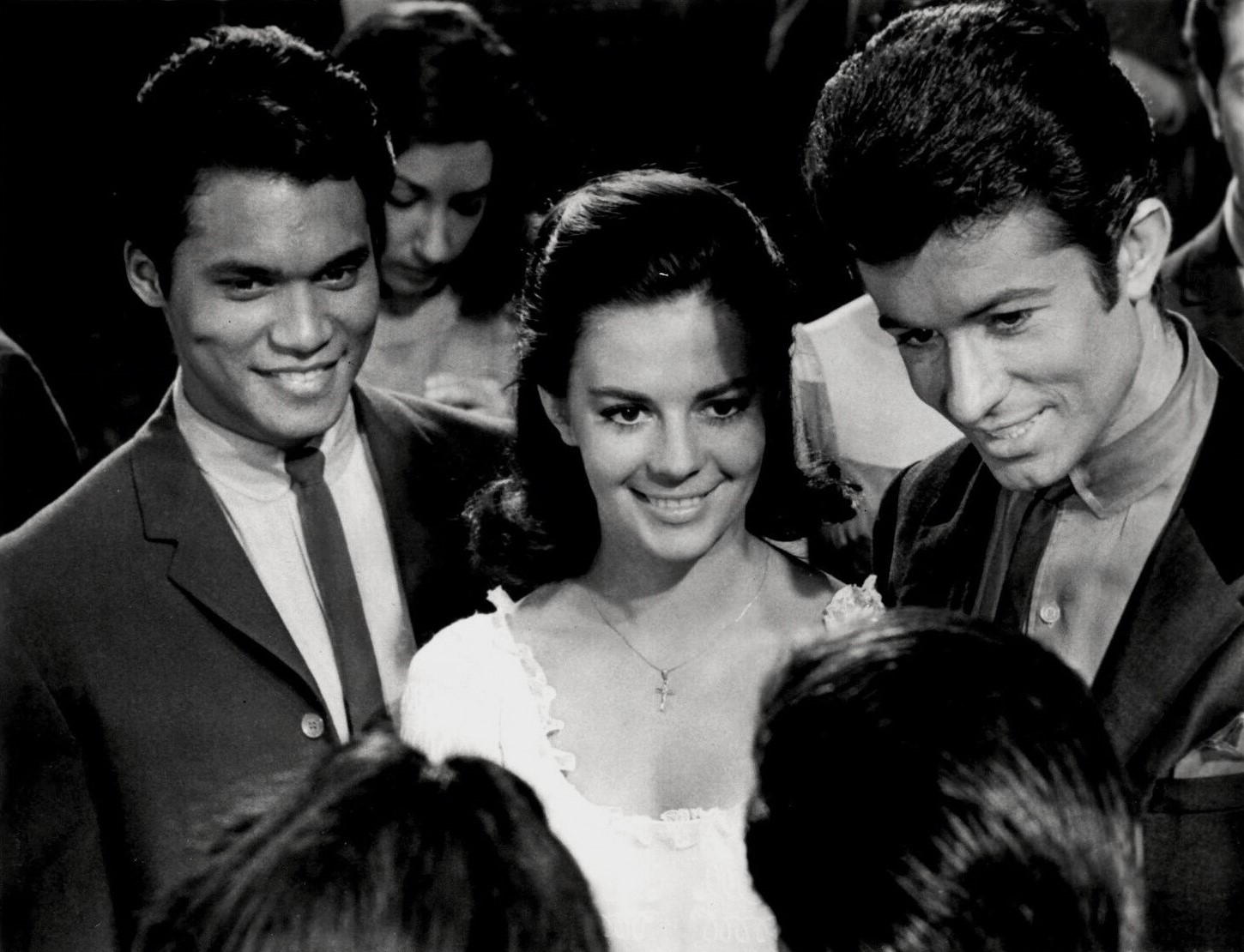
De izquierda a derecha: José De Vega, Natalie Wood y George Chakiris durante el rodaje de la película.

Se tanteó a Elvis Presley para el papel de Tony, pero su mánager, el coronel Tom Parker, lo rechazó. También se barajó para el papel a Russ Tamblyn, Warren Beatty , Burt Reynolds , Richard Chamberlain y Robert Redford. Reynolds se consideró "demasiado duro" para el papel, Chamberlain se veía "demasiado maduro". Tamblyn impresionó al productor Robert Wise y se le asignó el papel secundario de Riff. Finalmente, Richard Beymer consiguió el papel de Tony.
Natalie Wood estaba filmando Esplendor en la hierba con Warren Beatty y tuvo una relación romántica con él fuera de la pantalla. Los productores no pensaban en ella para el papel de María en ese momento, pero al plantearse a Beatty para el papel de Tony, Robert Wise solicitó un carrete de su trabajo y tras ver el clip de Esplendor en la hierba, los productores decidieron que su coprotagonista Wood era perfecta para María, pero Beatty no era adecuado para el papel de Tony. Jill St. John , Audrey Hepburn, Diane Baker, Elizabeth Ashley,Suzanne Pleshette y Angela Dorian fueron algunas de las numerosas actrices que se barajaron para el papel de María en la película.

### Edición
Thomas Stanford ganó el Premio Oscar a la Mejor Edición de Película por su trabajo en West Side Story. La película fue catalogada en el puesto 38 de las mejor editadas de todos los tiempos en una encuesta de 2012 entre miembros del Motion Picture Editors Guild. Las secuencias de baile en particular han sido destacadas por los críticos. En sul manual Understanding Movies, Louis Giannetti escribe: "A menudo, los musicales se editan en un estilo radicalmente formalista, sin tener que observar las convenciones de corte de las películas dramáticas ordinarias. La edición de West Side Storyes muy abstracto. La música (:::) y los números de baile (...) se editan juntos para lograr el máximo impacto estético, en lugar de avanzar en la historia. Los planos tampoco están vinculados por algún principio de asociación temática. Más bien, las tomas se yuxtaponen principalmente por su belleza lírica y cinética, algo así como un video musical". En su revisión retrospectiva, Roger Ebert también destacó los bailes como extraordinarios. Robbins participó en la edición de los números musicales junto con Stanford, Robert Wise y Walter Mirisch. Sus notas a Stanford enfatizan que la edición debe revelar las emociones de los personajes incluso si eso compromete el baile. La cita de Giannetti (arriba) indica que las notas no afectaron mucho los cortes finales de los números de baile.

### Música

#### Orquestación

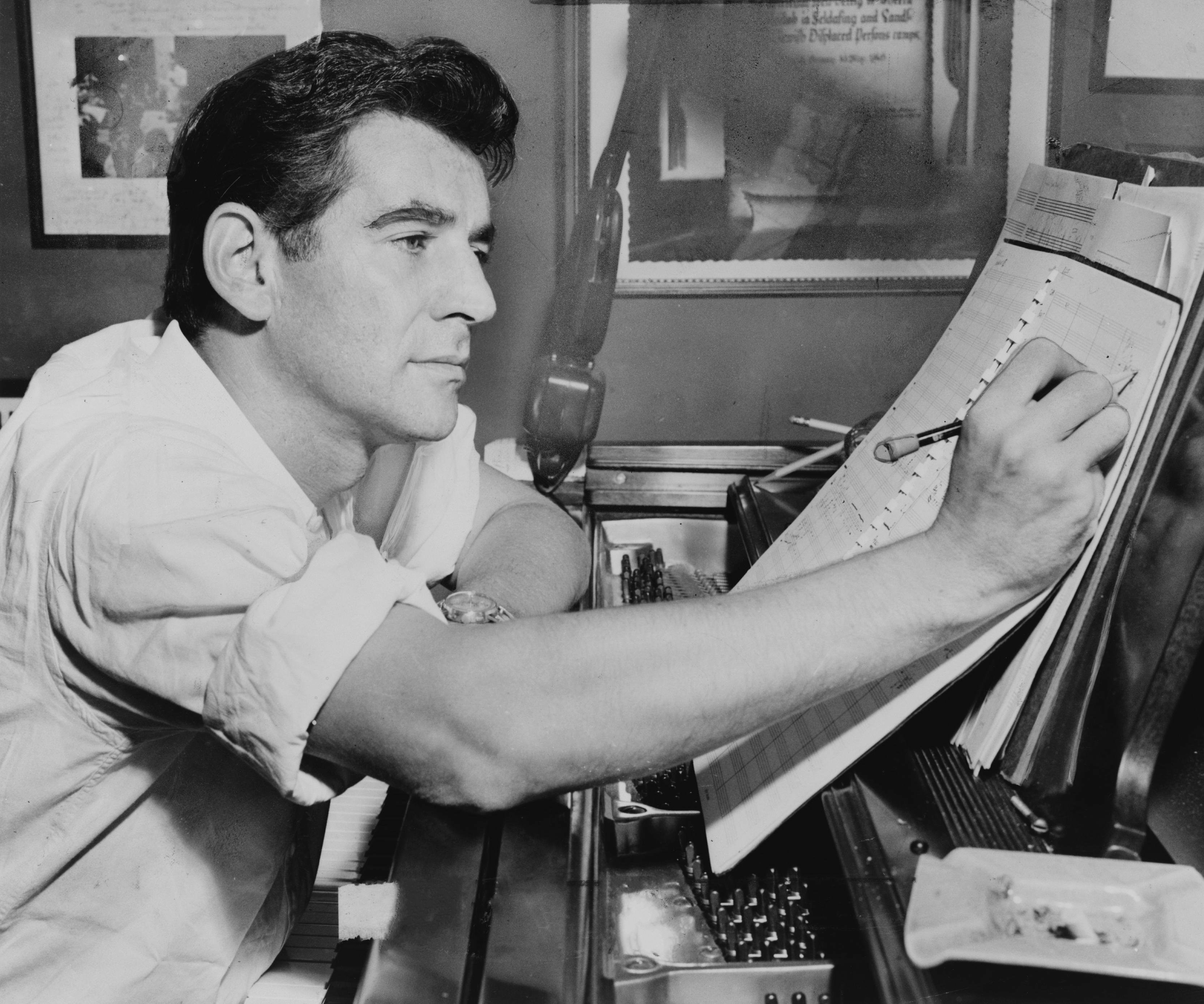
Leonard Bernstein en 1955.

La partitura de West Side Story fue creada y orquestada por el propio Bernstein con la ayuda de Sid Ramin e Irwin Kostal. El número de músicos requerido para una interpretación apropiada de la pieza está entre los más altos del repertorio de teatro musical. La partitura necesita de cinco instrumentistas de viento-madera (cada uno encargado de varios instrumentos), siete metales, cinco percusionistas, un teclista, un guitarrista y doce instrumentistas de cuerda. En total, son necesarios 30 músicos para interpretar la partitura tal y como fue escrita por el compositor.

#### Canciones
- «Prologue»
- «Jet Song»
- «Something's Coming»
- «Dance At The Gym»
- «Maria»
- «America»
- «Tonight»
- «Gee, Officer Krupke!»
- «I Feel Pretty»
- «One Hand, One Heart»
- «Quintet»
- «The Rumble»
- «Cool»
- «A Boy Like That» & «I Have A Love»
- «Somewhere» (Finale)

En las canciones interpretadas por el personaje de María, la voz de Natalie Wood fue doblada por la soprano estadounidense Marni Nixon.

## Lanzamiento

### Estreno internacional
La película fue estrenada por primera vez el 18 de octubre de 1961 en Nueva York, Estados Unidos. Su lanzamiento internacional comenzó el 23 de diciembre de 1961 tras estrenarse en Japón y llegó a Sudamérica el 25 de diciembre del mismo año en Brasil. En Argentina se estrenó el 8 de mayo de 1962.
| Fechas de estreno (Fuente: IMDb) |                                             |                |                                                |
| País                             | Fecha de estreno                            | País           | Fecha de estreno                               |
| Estados Unidos                   | 18 de octubre de 1961 Premier en Nueva York | Estados Unidos | 13 de diciembre de 1961 Premier en Los Ángeles |
| Japón                            | 23 de diciembre de 1961                     | Brasil         | 25 de diciembre de 1961                        |
| Canadá                           | 22 de febrero de 1962                       | Reino Unido    | 26 de febrero de 1962 Premier en Londres       |
| Suecia                           | 26 de febrero de 1962                       | Bélgica        | 2 de marzo de 1962                             |
| Francia                          | 3 de marzo de 1962                          | Países Bajos   | 29 de marzo de 1962                            |
| Argentina                        | 8 de mayo de 1962                           | Australia      | 6 de junio de 1962 Premier en Sídney           |
| Italia                           | 7 de septiembre de 1962                     | Austria        | 5 de octubre de 1962                           |
| Israel                           | 13 de octubre de 1962                       | España         | 7 de diciembre de 1962                         |
| México                           | 25 de abril de 1963                         | Uruguay        | 2 de mayo de 1963                              |
| Turquía                          | 25 de noviembre de 1964                     | Hungría        | 18 de enero de 1973                            |

## Recepción

### Crítica
West Side Story está considerada como una de las mejores películas musicales jamás realizadas. Tiene una calificación del 93% en Rotten Tomatoes basada en 108 reseñas, con una calificación promedio de 8.4/10. El consenso crítico del sitio afirma: "Animado por la deslumbrante dirección de Robert Wise, la partitura de Leonard Bernstein y la letra de Stephen Sondheim, West Side Story sigue siendo quizás la más icónica de todas las adaptaciones de Shakespeare en visitar la pantalla grande".

### Taquilla
West Side Story fue un éxito comercial desde su lanzamiento. Se convirtió en la película más taquillera de 1961, obteniendo ingresos de 19 645 000 de dólares en Estados Unidos y Canadá. Siguió siendo la película musical más taquillera de todos los tiempos hasta el lanzamiento de The Sound of Music en 1965. La película recaudó 44,1 millones de dólares en todo el mundo ($ 382 millones en 2020). Debido a la participación en las ganancias, United Artists obtuvo una ganancia de solo $ 2,5 millones en la película ($ 22 millones en 2020).

## Reconocimiento
| Premio                              | Categoría                                                                                | Nominado/a                                                                            | Resultado |
| ----------------------------------- | ---------------------------------------------------------------------------------------- | ------------------------------------------------------------------------------------- | --------- |
| Premios Oscar                       | Mejor Película                                                                           | Robert Wise                                                                           | Ganador   |
| Premios Oscar                       | Mejor Director                                                                           | Robert Wise y Jerome Robbins                                                          | Ganadores |
| Premios Oscar                       | Mejor Actor de Reparto                                                                   | George Chakiris                                                                       | Ganador   |
| Premios Oscar                       | Mejor Actriz de Reparto                                                                  | Rita Moreno                                                                           | Ganadora  |
| Premios Oscar                       | Mejor Guion Adaptado                                                                     | Ernest Lehman                                                                         | Nominado  |
| Premios Oscar                       | Mejor Diseño de Producción - Color                                                       | Boris Leven y Victor A. Gangelin                                                      | Ganadores |
| Premios Oscar                       | Mejor Fotografía - Color                                                                 | Daniel L. Fapp                                                                        | Ganador   |
| Premios Oscar                       | Mejor Diseño de Vestuario                                                                | Irene Sharaff                                                                         | Ganadora  |
| Premios Oscar                       | Mejor Montaje                                                                            | Thomas Stanford                                                                       | Ganador   |
| Premios Oscar                       | Mejor Banda Sonora                                                                       | Saul Chaplin, Johnny Green, Irwin Kostal y Sid Ramin                                  | Ganadores |
| Premios Oscar                       | Mejor Sonido                                                                             | Fred Hynes y Gordon E. Sawyer                                                         | Ganadores |
| Premios Oscar                       | Oscar Honorífico                                                                         | Jerome Robbins                                                                        | Ganador   |
| Premios BAFTA                       | Mejor Película                                                                           | Mejor Película                                                                        | Nominada  |
| Directors Guild of America Awards   | Logro destacado como director en películas                                               | Robert Wise y Jerome Robbins                                                          | Ganadores |
| DVD Exclusive Awards                | Mejor Programa Detrás de Escenas (Nuevo para DVD)                                        | Michael Arick (por West Side Memories)                                                | Nominado  |
| DVD Exclusive Awards                | Mejor DVD general: película clásica (incluidas todas las características adicionales)    | Mejor DVD general: película clásica (incluidas todas las características adicionales) | Ganadora  |
| Premios Globo de Oro                | Mejor Película de Comedia - Musical                                                      | Mejor Película de Comedia - Musical                                                   | Ganadora  |
| Premios Globo de Oro                | Mejor Actor de Comedia o Musical                                                         | Richard Beymer                                                                        | Nominado  |
| Premios Globo de Oro                | Mejor Actor de Reparto                                                                   | George Chakiris                                                                       | Ganador   |
| Premios Globo de Oro                | Mejor Actriz de Reparto                                                                  | Rita Moreno                                                                           | Ganadora  |
| Premios Globo de Oro                | Mejor Director                                                                           | Robert Wise y Jerome Robbins                                                          | Nominados |
| Premios Globo de Oro                | Recién llegado más prometedor - Masculino                                                | Richard Beymer                                                                        | Nominado  |
| Premios Globo de Oro                | Recién llegado más prometedor - Masculino                                                | George Chakiris                                                                       | Nominado  |
| Premios Grammy                      | Mejor álbum de banda sonora o grabación del elenco original de una película o televisión | Saul Chaplin, Johnny Green, Irwin Kostal y Sid Ramin                                  | Ganadores |
| Laurel Awards                       | Top Mejor Musical                                                                        | Top Mejor Musical                                                                     | Ganador   |
| Laurel Awards                       | Mejor Interpretación Masculina de Reparto                                                | George Chakiris                                                                       | Nominado  |
| Laurel Awards                       | Mejor Interpretación Femenina de Reparto                                                 | Rita Moreno                                                                           | Ganadora  |
| Laurel Awards                       | Mejor Fotografía - Color                                                                 | Daniel L. Fapp                                                                        | Ganador   |
| Laurel Awards                       | Mejor Partitura Musical                                                                  | Saul Chaplin, Johnny Green, Irwin Kostal y Sid Ramin                                  | Nominados |
| National Board of Review            | Top 10 Películas                                                                         | Top 10 Películas                                                                      | Ganadora  |
| National Film Preservation Board    | National Film Registry                                                                   | National Film Registry                                                                | Ganadora  |
| New York Film Critics Circle Awards | Mejor Película                                                                           | Mejor Película                                                                        | Ganadora  |
| New York Film Critics Circle Awards | Mejor Director                                                                           | Robert Wise y Jerome Robbins                                                          | Ganadores |
| Golden Laurel Awards                | PGA Salón de la Fama - Película                                                          | PGA Salón de la Fama - Película                                                       | Ganadora  |
| Premio Sant Jordi                   | Mejor Película Extranjera                                                                | Robert Wise y Jerome Robbins                                                          | Ganadores |
| Satellite Awards                    | Mejor DVD Clásico                                                                        | Mejor DVD Clásico                                                                     | Ganador   |
| Writers Guild of America Awards     | Mejor Escritor en Musical Americano                                                      | Ernest Lehman                                                                         | Ganador   |

## Legado
En 2009, el fotógrafo Mark Seliger recreó escenas de la película para la revista Vanity Fair en un reportaje gráfico titulado West Side Story Revisited, con Camilla Belle como Maria, Ben Barnes como Tony, Jennifer Lopez como Anita, Rodrigo Santoro como Bernardo y Chris Evans como Riff. Interpretan a los Sharks Minka Kelly, Jay Hernandez, Natalie Martinez, Brandon T. Jackson y Melonie Diaz. Interpretan a los Jets Ashley Tisdale, Sean Faris, Robert Pattinson, Cam Gigandet, Trilby Glover, Brittany Snow y Drake Bell.
Jacques Demy rinde homenaje a West Side Story en Les demoiselles de Rochefort (1967), que comienza en silencio, y también tiene un papel George Chakiris. 
West Side Story influyó en los videos musicales "Beat It" y "Bad" de Michael Jackson. El primero presenta a Jackson como un pacificador entre dos bandas rivales en un homenaje a su película favorita.
En 2020, el músico español José Riaza creó una adaptación libre en español de María para su álbum Cleptomanías.

## Película de 2021
El 10 de diciembre de 2021, 20th Century Studios estrenó una nueva adaptación cinematográfica del musical, dirigida por Steven Spielberg y coreografiada por Justin Peck, con guion de Tony Kushner. Está protagonizada por Ansel Elgort como Tony, Rachel Zegler como María y Ariana DeBose como Anita.
La obra cinematográfica de 1961 muestra una escena en la que Anita, personaje interpretado por Rita Moreno, es agredida sexualmente por un grupo de hombres. En esta nueva versión de 2021, Moreno aparece en una participación especial interpretando a Valentina, viuda de Doc, con malos recuerdos de su juventud.